# Geo Henderick
Georgius Joannes Henderick (Sint-Amandsberg, 19 juni 1879 – Gent, 17 mei 1957) was een architect uit Gent in de periode vóór de Eerste Wereldoorlog. In zijn werk assimileert hij verschillende stijlen: van art nouveau, art deco tot de vormentaal van de Amsterdamse School. Door het gebruik van vrije plattegronden, het streven naar driedimensionaliteit en de aandacht voor de stedenbouwkundige context wijst Hendericks oeuvre reeds vooruit naar de modernistische stijlen. Hij was de mentor van onder meer Gaston Eysselinck.

## Toelichting
Waarschijnlijk lag de fantasierijke en vloeiende vormgeving van de Amsterdamse architectuur in het verlengde van het art nouveau oeuvre van Henderick. De expressionistische baksteenarchitectuur van Henderick hoort door haar decoratieve detailleringen bij de art deco. Typisch zijn de ‘zeepaardklinken’ en de dwergachtige figuren (gnomes) die in meerdere ontwerpen terugkomen. Zij getuigen van een blijvende gevoeligheid voor symboliek. In de villa “Tyltyl-Mytyl” (1929) in de Patijntjestraat nr. 10 en 12 refereren diverse decoratieve elementen aan het symbolistisch toneelspel “L’Oiseau bleu” van de Gentse Nobelprijswinnaar Maurice Maeterlinck: 
“D’un côté parait la frimousse inspirée de Tytyl, de l’autre le doux visage de Myltyl, les deux enfants aventureux. Autour d’eux se groupent les compagnons et attributs du voyage: le chien, le chat, la bouilloire, le pain de sucre, l’eau, le feu... Au centre, dans sa cage dorée, l’oiseau bleu, symbole de bonheur intime.”
Voor de wereldtentoonstelling van 1913 in Gent ontwierp hij het enige Art Nouveaugebouw, de Hal der Machines, Electriciteit en Kleine Werktuigen.
De woning aan de Koning Albertlaan nr 77 (1923) was tot in de details door Henderick uitgetekend. Het huisnummer, de deurbel en de zeepaardklinken leunen aan bij de zoömorfe vormgeving van de Amsterdamse School. De gevel zelf is nog hybride van vorm: een eerder klassieke onderste bouwlaag, gecombineerd met een venster met afgeknotte hoeken in de tweede bouwlaag en twee paraboolvormige topgevels in de derde bouwlaag, die verwijzen naar de Amsterdamse School, maar eveneens naar de Weense architectuur en de woningen van Mackay Hugh Baillie Scott. Zijn eigen woning aan de Gordunakaai nr. 2 (1927) sluit qua vormgeving hierbij aan.
Hendericks verdere oeuvre getuigt van een onafgebroken zoeken naar een plastische gevelvorm: hij kneedt als het ware de huid van het gebouw. Hiertoe gebruikt hij in het grondplan cirkelvormige en polygonale ruimten, zoals bij het appartementsgebouw op de hoek van de Handbalstraat en de Tennisbaanstraat nr. 1/9 (1927), de woning op de hoek van de Groot-Brittanniëlaan en de Godshuizenlaan (1928), of de villa aan de Congreslaan nr. 40 (1929).
Zijn meest geslaagde geheel is het Woningencomplex Carpentier, op de hoek van de Groot-Brittanniëlaan en de Godshuizenlaan uit 1928. Henderick vatte drie woningen in één in- en uitzwenkende gevel, die perfect inspeelt op de locatie. De uitbuigende erkers, de contrasterende rode en bruine baksteenvelden, de parabolische dakkapellen, de afgeknotte puntgevels en de ronde plaatdecoraties zijn alle elementen die in Hendericks oeuvre van de later jaren ‘20 en vroege jaren ‘30 zijn terug te vinden. 
In de jaren ‘30 versobert zijn stijl, deels noodgedwongen. De woning die hij voor zijn zuster bouwde aan het Paul de Smet de Naeyerplein nr. 1/3 (1932), moest tijdens de bouw om financiële redenen worden doorverkocht. De uiteindelijke uitwerking gebeurde veel zakelijker dan het oorspronkelijke concept, zoals blijkt uit de ontwerptekening in het verkoopsdossier. Het grondplan van deze woning is een ware oefening met de passer, met diverse cirkelvormige uitsprongen, en een volledig rond salon.

## Galerij

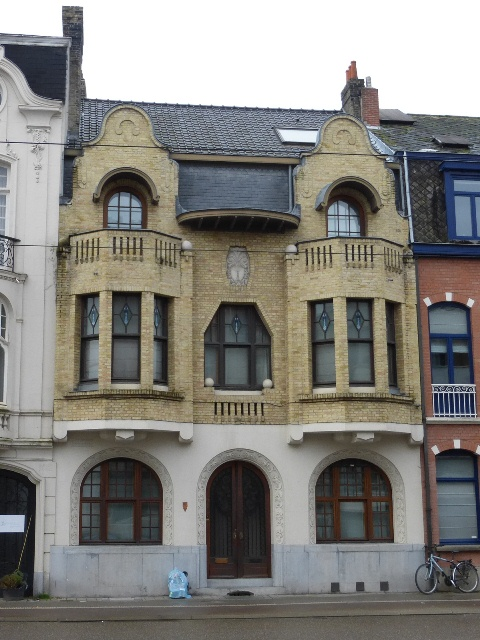
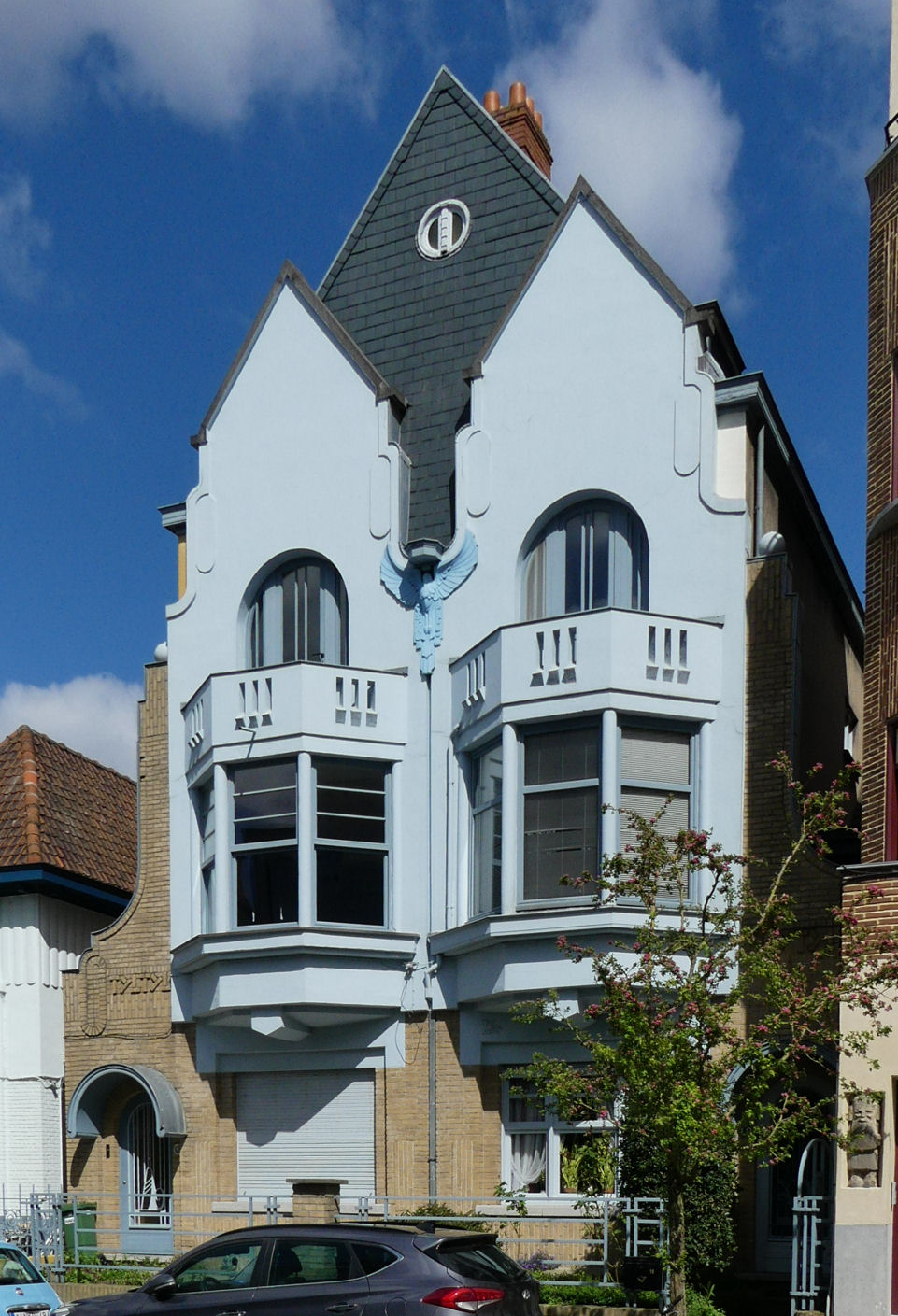
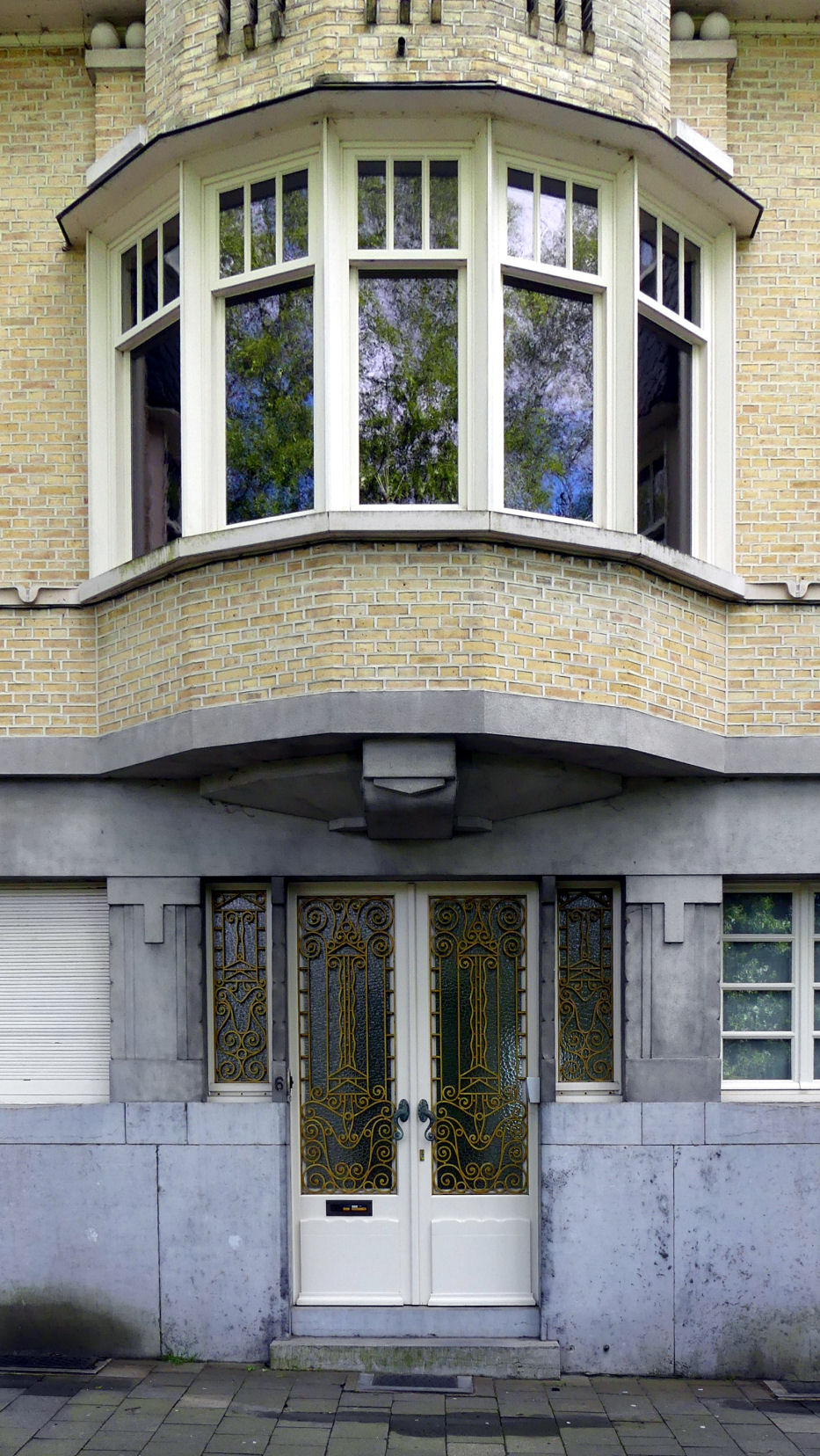
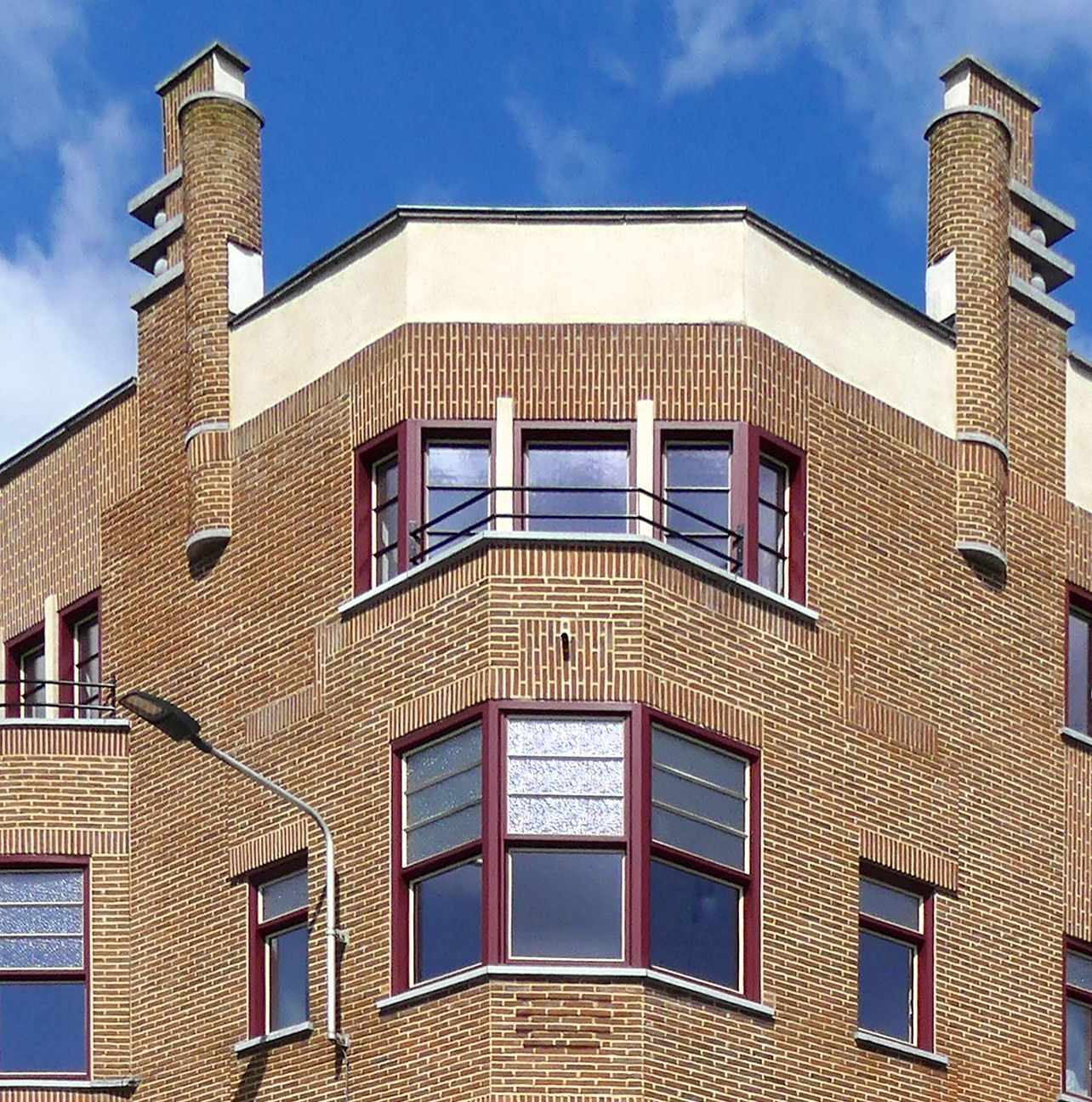

## Hoekhuis aan Groot-Brittanniëlaan en de Henleykaai teGent
Het hoekhuis met de Henleykaai (1928) wordt gekenmerkt door een expressionistische baksteenarchitectuur. Het hoort door haar decoratieve detailleringen bij de art deco.
De woning bevat drie bouwlagen en heeft een afgesnuit dak (leien) met driehoekige dakkapelletjes. Henderick vatte drie woningen in één in- en uitzwenkende gevel, die perfect inspeelt op de locatie. De uitbuigende erkers, de contrasterende rode en bruine baksteenvelden, de parabolische dakkapellen, de afgeknotte puntgevels en de ronde plaatdecoraties zijn alle elementen die in Hendericks oeuvre van de later jaren ‘20 en vroege jaren ‘30 zijn terug te vinden.  Waarschijnlijk lag de fantasierijke en vloeiende vormgeving van de Amsterdamse architectuur in het verlengde van dit art nouveau oeuvre. Typisch zijn de ‘zeepaardklinken’ en de dwergachtige figuren (gnomes) die in meerdere ontwerpen terugkomen. Zij getuigen van een blijvende gevoeligheid voor symboliek. 
Hendericks verdere oeuvre getuigt van een onafgebroken zoeken naar een plastische gevelvorm: hij kneedt als het ware de huid van het gebouw. Hiertoe gebruikt hij in het grondplan cirkelvormige en polygonale ruimten.

## Verder lezen
- Een schetsboekje van Geo Henderick in Interbellumcahier nr 13 van het tijdschrift Interbellum